# ناتالیا پیهیدا
ناتالیا پیهیدا (اوکراینی: Наталія Пигида؛ زادهٔ ۳۰ ژانویهٔ ۱۹۸۱) دونده دو سرعت اهل اوکراین است.